# Hidraulică
Hidraulica este știința care se ocupă cu studiul legilor de echilibru și de mișcare ale lichidelor - în particular a apei - din punctul de vedere al aplicațiilor tehnice.
Din aceasta definiție rezultă dublul caracter al studiilor și cercetărilor care se efectuează în domeniul hidraulicii: caracterul fundamental, în sensul că primul obiectiv îl constituie stabilirea legilor de bază, a modelelor teoretice și a relațiilor de calcul privind mișcarea și repausul fluidelor și caracterul aplicativ, în sensul că al doilea obiectiv, cel final, îl constituie aplicarea acestor legi, modele și relații de calcul la rezolvarea problemelor inginerești. Având în vedere acest ultim obiectiv, hidraulica este o disciplină tehnică, în sensul că problemele privind repausul și mișcarea fluidelor, precum și acțiunea fluidelor asupra corpurilor, sunt rezolvate de pe poziții tehnice, în limitele unor aproximații acceptate în tehnică.
Suportul teoretic al hidraulicii este dat de mecanica fluidelor.
Principalele aplicații ale hidraulicii se referă la curgerea în conducte, curgerea prin orificii (de exemplu la diafragme și ajutaje), curgerea peste deversoare și baraje și curgerea lichidelor în jurul profilelor hidrodinamice. Tot de hidraulică țin și fenomenele în care apar curgeri cu suprafață liberă, cum ar fi curgerea din râuri, estuare și canale, precum și forma suprafeței lacurilor și a mărilor (influențată de valuri și curenți marini). În strânsă legătură cu hidraulica sunt mașinile hidraulice (pompele și turbinele), ale căror caracteristici sunt schimburile energetice cu fluidul sub formă de lucru mecanic, precum și hidrodinamica navală (îndeosebi studiile experimentale la scară redusă pentru proiectarea carenelor navelor optimizate din punct de vedere hidrodinamic).
Inițial, termenul hidraulică a fost atribuit ca denumire științei care se ocupa de folosirea apei de către om (alimentări cu apă, sisteme de irigații, poduri, baraje, canale pentru navigație, amenajarea cursurilor de apă etc.). Prin extinderea treptată a preocupărilor hidraulicii la studiul întregului domeniu al lichidelor și gazelor, a apărut necesară folosirea unei noi
denumiri: mecanica fluidelor. În prezent, sintagma mecanica fluidelor este folosită pentru partea cu caracter pronunțat teoretic a disciplinei menționate, iar termenul hidraulică desemnează partea preponderent aplicativă a acesteia, care utilizează metode experimentale și formule empirice, alături de metodele teoretice.

## Scurt istoric
Denumirea hidraulicii provine din cuvintele grecești ὕδωρ (hydor sau hidro - în românește „apă”) și αὐλός (aulos - „țeavă” sau „conductă”), reflectând astfel importanța pe care o aveau în antichitate problemele transportului apei pe conducte. Primul nume legat de domeniul hidraulicii datează încă de pe timpul Greciei antice, atunci când Arhimede se ocupa cu studiul hidrostaticii (Principiul lui Arhimede). Remarcabilele construcții hidrotehnice ale romanilor (apeducte, diguri de protecție împotriva inundațiilor, canalizări, băi publice) s-au bazat pe cunoștințe de hidraulică, având un caracter predominant experimental.
Dar problemele hidraulicii s-au conturat mai concret abia în secolele XVI - XVII, odată cu dezvoltarea manufacturilor, în epoca Renașterii. Lucrarea lui Leonardo da Vinci (1452-1519) intitulată „Despre mișcarea și măsurarea apei” (publicată însă abia în secolul XIX) este remarcabilă prin modul de a pune și a rezolva unele probleme de hidraulică. Leonardo da Vinci a făcut primele încercări experimentale și a lăsat câteva schițe corect întocmite privind curgerea apei în jurul corpurilor solide.
Dezvoltarea hidraulicii pe bază de cunoștințe teoretice și experimentale a avut loc începând din secolul al XVII-lea, când ideile lui Arhimede au fost reluate și duse mai departe de o pleiadă de oameni de știință. Astfel, Simon Stevin (1548-1620], matematician și fizician flamand, a avut contribuții majore în hidrostatică, descoperind legile presiunii lichidelor asupra
pereților vaselor (inclusiv „paradoxul hidrostatic”: presiunea într-un lichid nu depinde de forma vasului care îl conține, ci numai de adâncime). Evangelista Torricelli (1608-1647), matematician și fizician italian, unul din elevii lui Galileo Galilei, a descoperit, printre altele, legea scurgerii lichidelor prin orificii. Matematicianul, fizicianul și filozoful francez Blaise Pascal (1623-1662) a efectuat numeroase experimente asupra presiunii atmosferice și echilibrului lichidelor, stabilind principiul transmiterii presiunii într-un fluid.
Newton (1642-1727) a stabilit formule pentru calculul rezistenței la înaintare a corpurilor și a formulat legea frecării la mișcarea fluidelor vâscoase. În prezent, fluidele care respectă această lege sunt numite fluide newtoniene, spre deosebire de cele care nu respectă legea lui Newton și care se numesc fluide nenewtoniene (de exemplu substanțele coloidale).
Bazele științifice ale hidraulicii au fost puse în secolul al XVIII-lea, atunci când matematicile ajunseseră deja la un nivel superior de dezvoltare (calculul diferențial și calculul integral căpătaseră forma cunoscută în prezent). Hidraulica avea să beneficieze din plin de rezultatele obținute în domeniul analizei matematice, dar și matematicile s-au dezvoltat prin lărgirea domeniului de probleme abordate cu cele specifice hidraulicii. Din acel secol, hidraulica s-a dezvoltat ca disciplină științifică de sine stătătoare, cu cele două ramuri ale sale - hidraulica teoretică și hidraulica aplicată (tehnică) - datorită îndeosebi contribuției hotărâtoare a unor matematicieni ca Euler, Daniel Bernoulli, D'Alembert, Lagrange, Antoine Chézy⁠(fr)[traduceți] și alții. Astfel, Leonhard Euler (1707-1783) a stabilit ecuațiile fundamentale ale staticii și dinamicii fluidelor ideale, a demonstrat ecuația de continuitate a fluidelor și a formulat teorema impulsului, pe care a aplicat-o roților hidraulice. Daniel Bernoulli (1700-1782) a publicat, în anul 1738, primul tratat de hidraulică (Hydrodinamica, sive de viribus et motibus fluidorum commentarii) și a stabilit ecuația energiei pentru un fluid în aflat în curgere staționară, cunoscută în prezent sub numele de Ecuația lui Bernoulli. D'Alembert (1717-1783) a stabilit principiul echilibrului dinamic al unui fluid și paradoxul rezultantei nule a presiunilor pe un cilindru aflat în mișcare de translație într-un fluid ideal (Paradoxul lui D'Alembert)
În secolul al XIX-lea hidraulica a cunoscut noi etape de dezvoltare. Astfel, în 1845 Stokes a scos în evidență discrepanța dintre relațiile de calcul stabilite pe cale teoretică și datele experimentale referitoare la mișcarea unei sfere într-un lichid la viteze mari. Stokes a avut o contribuție importantă și la stabilirea ecuațiilor generale care descriu mișcarea fluidelor vâscoase – Ecuațiile Navier–Stokes, numite astfel după Claude-Louis Navier și George Gabriel Stokes, care le-au stabilit independent unul de celălalt. Saint-Venant a stabilit în 1870 ecuațiile curgerii nepermanente în albii deschise, ecuații care abia în zilele noastre au putut fi rezolvate în plenitudinea lor, folosind metodele analizei numerice și calculatoarele electronice.
În 1883 Osborne Reynolds, prin experiențele sale devenite clasice, a explicat discordanța dintre datele experimentale și cele teoretice stabilite la acea dată punând în evidență existența a două regimuri de mișcare a fluidelor: laminar și turbulent. Studiile sale experimentale au contribuit decisiv la clarificarea problemelor legate de viscozitatea fluidelor și de curgerea în regim turbulent. Tot în secolul al XIX-lea au fost stabilite criteriile de similitudine hidraulică de către Reynolds și Froude.
În secolul XX hidraulica s-a dezvoltat în paralel (dar și în strânsă legătură) cu aerodinamica. Numărul oamenilor de știință cu contribuții deosebite în dezvoltarea hidraulicii, a mecanicii fluidelor și aerodinamicii a crescut mult. Au apărut și s-au dezvoltat centre de cercetare hidraulică, s-au construit laboratoare de hidraulică dotate cu instalații și aparatură modernă, s-au creat școli cu tradiție de către mari oameni de știință din domeniul mecanicii fluidelor. Este dificil de a enumera lista marilor hidraulicieni ai secolului XX care au contribuit substanțial la dezvoltarea hidraulicii teoretice și experimentale. Dintre toți, trebuie însă remarcat germanul Ludwig Prandtl (de la Universitatea din Gottingen) care poate fi considerat „un Newton al mecanicii contemporane a fluidelor”; printre altele, el a stabilit și dezvoltat teoria stratului limită și a elaborat teoria semiempirică a turbulenței pe baza noțiunii de „lungime de amestec”.
La dezvoltarea hidraulicii au avut o contribuție importantă și unii oameni de știință români. George Constantinescu (1881-1965) a creat sonicitatea, știința transmiterii energiei cu ajutorul undelor în fluide și în solide, având numeroase aplicații în tehnică. Henri Coandă, un mare inventator în diverse ramuri ale tehnicii, constructorul primului avion cu reacție, a descoperit un nou fenomen caracteristic interacțiunii dintre un jet de fluid și un obstacol, numit efectul Coandă, de asemenea cu numeroase aplicații în tehnică. Primul tratat românesc de hidraulică îi aparține lui Dionisie Germani (1877-1948), fiind publicat în anul 1942. Alți  cercetători români, ca acad. Dumitru Dumitrescu și acad. Cristea Mateescu, și-au înscris numele alături de mari hidraulicieni ai secolului XX.

## Subdomenii ale hidraulicii
În timp, hidraulica s-a dezvoltat diferențiindu-se două ramuri:
- hidraulica teoretică, ce utilizează metodele și rezultatele mecanicii fluidelor (ramură a mecanicii mediilor continue);
- hidraulica aplicată, care se ocupă cu rezolvarea unor probleme practice folosind atât studiul teoretic, însă în forme accesibile inginerilor și tehnicienilor, cât și studiul experimental.

Diferențierea celor două ramuri ale hidraulicii se datorează, pe de o parte, schematizării uneori excesive a mișcării reale a fluidelor, pentru a se obține astfel soluții teoretice, însă cu aplicabilitate practică limitată, pe de altă parte, expresiei foarte complicate a acestor soluții, cu dificultăți la utilizarea lor la rezolvarea problemelor inginerești. Totodată trebuie remarcat și faptul că pentru multe probleme practice singurele soluții care s-au putut găsi se datorează studiului experimental.
În prezent, cunoștințele mai profunde și mai largi în domeniul hidraulicii și mai ales apariția și dezvoltarea calculatoarelor electronice au creat condițiile dispariției diferențelor dintre cele două denumiri, hidraulica teoretică și hidraulica aplicată. Se poate astfel renunța la unele ipoteze simplificatoare ale calculului și se pot crea modele noi de calcul - hidraulica poate astfel profita din plin de metodele de modelare numerică dezvoltate de MFN.
În mod tradițional, hidraulica are trei subdomenii principale:
- hidrostatica
- hidrocinematica
- hidrodinamica

## Noțiuni fundamentale

### Clasificări ale mișcării fluidelor
În funcție de condițiile în care se desfășoară, mișcarea fluidelor poate avea diferite aspecte particulare. Clasificarea mișcării fluidelor se face pe baza unor criterii care exprimă de fapt aceste condiții care particularizează mișcarea.
Principalele clasificări ale mișcării fluidelor sunt:
a) După criteriul variației în timp a mărimilor caracteristice ale fluidului în mișcare:
- mișcări permanente;
- mișcări nepermanente.

b) După criteriul variației în spațiu a elementelor caracteristice ale mișcării:
- mișcări unidimensionale;
- mișcări bidimensionale;
- mișcări tridimensionale.

c) După criteriul limitelor domeniului de mișcare a fluidului:
- mișcări sub presiune;
- mișcări cu suprafață liberă;
- mișcări în jurul unor corpuri imerse.

d) După criterii cinematice:
- mișcări potențiale (irotaționale);
- mișcări rotaționale.

e) După criteriul fizic: 
- mișcări laminare;
- mișcări turbulente.

### Ecuațiile de bază ale mișcării fluidelor
Ecuațiile de bază utilizate în hidraulică sunt ecuațiile generale ale mecanicii fluidelor, care exprimă legile de conservare a masei (ecuația de continuitate), impulsului (legea a II-a a lui Newton) și energiei.
Legea de conservare a masei poate fi exprimată matematic printr-o ecuație cu derivate parțiale, numită
ecuația de continuitate:
{\displaystyle {\frac {\partial \rho }{\partial t}}+\nabla \cdot (\rho \mathbf {v} )=0}
unde v este viteza fluidului, ρ densitatea acestuia, iar {\displaystyle \nabla \,} este operatorul diferențial nabla (în coordonate carteziene tridimensionale, R3 cu coordonatele (x, y, z), operatorul nabla se definește ca {\displaystyle \nabla =\mathbf {i} {\partial  \over \partial x}+\mathbf {j} {\partial  \over \partial y}+\mathbf {k} {\partial  \over \partial z}}, unde (i, j, k) este baza standard în R3).
Modelul fluidelor ideale se referă la fluide incompresibile și lipsite de viscozitate. Noțiunea de fluid ideal (sau fluid perfect) este o noțiune abstractă, creată cu scopul de a ușura studiul mișcării fluidelor reale. În natură nu există fluide ideale, dar în multe situații fluidele reale în mișcare au o comportare foarte apropiată de cea a fluidelor ideale și, în aceste situații, în limitele unor aproximații admise, se pot utiliza ecuațiile de mișcare ale fluidelor ideale în locul celor  ale fluidelor reale (care sunt mult mai complicate). Legea de conservare a impulsului („cantității de mișcare”) este concretizată, în cazul fluidelor ideale,  prin ecuațiile lui Euler:
{\displaystyle \rho \left({\frac {\partial \mathbf {v} }{\partial t}}+\mathbf {v} \cdot \nabla \mathbf {v} \right)+\nabla p=\mathbf {0} }
unde v este viteza fluidului, ρ densitatea acestuia, p presiunea, iar 0 este vectorul zero.
În cazul modelului fluidelor reale (fluide la care nu se poate neglija efectul forțelor de frecare ce apar între particulele de fluid în mișcare) și în ipoteza proporționalității tensiunilor tangențiale ale particulelor de fluid cu gradientul vitezei (modelul de „fluid newtonian”), legea de conservare a impulsului („cantității de mișcare”) este concretizată prin ecuațiile Navier–Stokes. Fluidele newtoniene au tensiunile tangențiale dintre două straturi vecine proporționale cu viteza de deformare, coeficientul de proporționalitate μ fiind numit coeficient de coeficient de viscozitate. Forma generală a ecuațiilor Navier–Stokes, într-un sistem de referință inerțial, este:
{\displaystyle \rho \left({\frac {\partial \mathbf {v} }{\partial t}}+\mathbf {v} \cdot \nabla \mathbf {v} \right)=-\nabla p+\nabla \cdot \mathbb {T} +\mathbf {f} }
unde v este viteza fluidului, ρ densitatea acestuia, p presiunea, {\displaystyle \mathbb {T} \,} tensorul tensiunilor, iar f reprezintă forțele exterioare (raportate la unitatea de volum) care acționează asupra fluidului. Câmpul vectorial f (forțele exterioare raportate la unitatea de volum) este reprezintat în mod obișnuit de forța de gravitație. Aceasta, la rândul ei, poate fi reprezentată drept gradientul funcției U = -gz, z fiind coordonata verticală.
Ecuațiile Navier–Stokes sunt ecuații cu derivate parțiale de ordinul II, neliniare. Neliniaritatea acestor ecuații face ca rezolvarea lor să fie dificilă, sau chiar imposibilă, prin metodele clasice ale analizei matematice; în unele cazuri particulare (de exemplu la mișcările unidimensionale), ecuațiile pot fi simplificate și aduse la o formă liniară (liniarizate).
Pentru o descriere completă a curgerii fluidului, în afară de ecuațiile de continuitate și Navier–Stokes, mai sunt necesare informații suplimentare, depinzând de ipotezele adoptate; aceste informații pot include condiții inițiale, condiții la limită, o formă a legii conservării energiei, sau o ecuație de stare.

## Metode de studiu

### Analiza dimensională
Analiza dimensională este un procedeu prin care evoluția unui fenomen fizic este formulată printr-o relație între grupuri a-dimensionale de variabile, în care numărul grupurilor este mai mic decât numărul variabilelor. Analiza dimensională se bazează pe Legea omogenității dimensionale, care poate fi enunțată astfel: orice ecuație obținută analitic pentru un fenomen fizic este valabilă indiferent de sistemul de unități de măsură considerat. O confirmare plauzibilă a acestei legi o constituie faptul că fenomenele naturale se desfășoară total independent de unitățile de măsură concepute de om și, ca urmare, ecuațiile fundamentale corespunzătoare acestor fenomene ar trebui să fie valabilie pentru orice sistem de unități de măsură. Ecuațiile fundamentale ale fizicii fiind dimensional omogene, toate relațiile care derivă din acestea vor fi dimensional omogene, adică toți termenii ecuațiilor respective vor avea aceeași reprezentare dimensională.
Pe baza Legii omogenității dimensionale se pot formula cele două teoreme ale analizei dimensionale:
1. Dimensiunea unei mărimi derivate este produsul unor puteri ale dimensiunilor mărimilor fundamentale.[15]
2. Orice relație între m mărimi fizice, dintre care k sunt mărimi fundamentale, poate fi scrisă ca o relație între m-k mărimi adimensionale, formate din combinații ale acestor mărimi fizice.

Cea de-a doua teoremă este cunoscută în literatura de specialitate sub numele de Teorema π sau Teorema lui Buckingham.
O altă aplicație importantă a Legii omogenității dimensionale constă în stabilirea relației dintre variabilele care descriu un fenomen fizic, atunci când, pe baza unor studii experimentale, au putut fi precizate variabilele respective. Aceasta se realizează printr-un procedeu numit analiză dimensională, în cadrul căruia evoluția fenomenului fizic este formulată printr-o relație între grupuri adimensionale de variabile, relație în care numărul grupurilor este mai mic decât numărul variabilelor. Avantajele folosirii acestui procedeu constau în reducerea numărului de experimente necesare stabilirii relației între variabilele respective, precum și în simplificarea acestor experimente.
Metoda analizei dimensionale se folosește atunci când, pe bază experimentală, pot fi cunoscuți parametrii hidraulici ai fenomenului studiat. Etapele de lucru sunt:
- experimentul - pentru stabilirea parametrilor hidraulici;
- dezvoltarea teoretică - pentru determinarea criteriilor și a legilor de similitudine;
- încercările pe modelul hidraulic executat conform legilor de similitudine stabilite.

Prin definiție, dimensiunea unei mărimi fizice este o expresie matematică care arată modul în care unitățile de măsură ale mărimii respective depind de unitățile de măsură ale mărimilor fizice fundamentale. Cu alte cuvinte, dimensiunea unei mărimi fizice este un simbol care exprimă calitativ legătura dintre acea mărime și mărimile fizice fundamentale. O mărime fizică este adimensională dacă valoarea ei nu depinde de sistemul de unități de măsură adoptat (de exemplu raportul a două forțe etc.).

### Similitudinea
Pentru studierea unor fenomene hidraulice, obținerea de rezultate cantitative privind evoluția acestora și, eventual, modificarea desfășurării lor, se utilizează modelarea hidraulică. Aceasta constă din înlocuirea domeniului efectiv de desfășurare a fenomenului (numit în mod curent „prototip”) cu un domeniu la scară redusă, numit „model”, în condițiile asigurării posibilității de transpunere a rezultatelor obținute pe model în cadrul prototipului.
Convertirea rezultatelor experimentale obținute pe model în date caracteristice prototipului se realizează prin multiplicarea lor cu coeficienți de scară, definiți ca expresii ale condițiilor de similitudine a modelului cu prototipul.
Condițiile de asemănare a formei frontierelor modelului cu cele ale prototipului constituie similitudinea geometrică și sunt exprimate prin relația coeficientului de scară: {\displaystyle \alpha _{l}={\frac {l_{p}}{l_{m}}}}, unde {\displaystyle l} este lungimea (singura mărime fundamentală în acest caz, cu ajutorul căreia se pot exprima lungimi, suprafețe și volume), iar indicii p și m se referă la prototip, respectiv la model.
Similitudinea cinematică constă din asigurarea asemănării geometrice a spectrelor liniilor de curent și a proporționalității vitezelor în punctele omoloage ale modelului și prototipului; ea înglobează similitudinea geometrică atunci când frontiera domeniului mișcării este formată chiar din linii de curent. Poate fi exprimată înlocuind condiția de proporționalitate a
vitezelor prin proporționalitatea timpului de pe prototip cu cel de pe model, coeficientul de scară al timpului {\displaystyle t} fiind: {\displaystyle \alpha _{t}={\frac {t_{p}}{t_{m}}}}.
Similitudinea dinamică cere ca forțele de același tip să se afle în raport constant, în puncte omoloage. Coeficientul de scară pentru forțe are expresia: {\displaystyle \alpha _{f}={\frac {f_{p}}{f_{m}}}}. Similitudinea dinamică include similitudinea cinematică dacă raportul densităților {\displaystyle \alpha _{\rho }={\frac {\rho _{p}}{\rho _{m}}}} (numit coeficient de scară pentru densitate) în puncte omoloage este constant. Ținând cont de legătura dintre forță și mărimile fizice fundamentale (exprimată la modul general prin legea a doua a lui Newton: {\displaystyle f=m\cdot a}), rezultă coeficientul de scară pentru forțe: {\displaystyle \alpha _{f}=\alpha _{\rho }\cdot \alpha _{l}^{4}\cdot \alpha _{t}^{-2}}.
În general, condiția de similitudine a două fenomene hidraulice (la prototip și la  model) constă în identitatea ecuațiilor fizice ale prototipului și modelului.
Satisfacerea celor trei condiții de similitudine (geometrică, cinematică și dinamică) este suficientă pentru avea coeficienți de scară constanți și pentru toate celelalte mărimi caracteristice ale mișcării, aceștia putând fi exprimați funcție de {\displaystyle \alpha _{l}}, {\displaystyle \alpha _{t}} și {\displaystyle \alpha _{f}} :
- raportul maselor: {\displaystyle \alpha _{m}={\frac {\alpha _{f}\cdot \alpha _{t}^{2}}{\alpha _{l}}}}
- raportul presiunilor: {\displaystyle \alpha _{p}={\frac {\alpha _{f}}{\alpha _{l}^{2}}}}
- raportul vitezelor: {\displaystyle \alpha _{v}={\frac {\alpha _{l}}{\alpha _{t}}}}
- raportul lucrului mecanic: {\displaystyle \alpha _{L}=\alpha _{f}\cdot \alpha _{t}}

Trebuie făcută o precizare: expresia coeficientului de scară pentru forțe ({\displaystyle \alpha _{f}=\alpha _{\rho }\cdot \alpha _{l}^{4}\cdot \alpha _{t}^{-2}}) reprezintă raportul forțelor de inerție. Dar forțele care determină mișcarea fluidului pot fi diverse: gravitaționale, de frecare, de elasticitate, de capilaritate etc. Similitudinea dinamică cere ca raportul tuturor forțelor componente, indiferent de natura lor, să fie același (sau: poligonul forțelor să fie asemenea). Realizarea pe un model hidraulic a acestor condiții nu este însă posibilă în totalitate, din cauza varietății forțelor care determină mișcarea fluidului, ceea ce atrage o serie de condiții greu de îndeplinit referitoare la constantele fizice ale fluidelor. În practica modelării hidraulice se apreciază mai întâi forțele dominante ale fenomenului de modelat și se impune apoi condiția de similitudine dinamică numai acestor forțe. În acest fel se obțin diferite modele („criterii de similitudine”) după categoria de forțe luate în considerare.

#### Criteriul de similitudine Froude
Considerând ca forțe dominante ale fenomenului de modelat forța de inerție și forța gravitațională, pentru ultima se poate scrie:
{\displaystyle F=m\cdot g} {\displaystyle =\rho \cdot l^{2}\cdot g}
unde {\displaystyle g} este accelerația gravitațională, iar {\displaystyle l} o lungime caracteristică.
Rezultă: {\displaystyle \alpha _{F}=\alpha _{\rho }\cdot \alpha _{l}^{3}\cdot \alpha _{g}}
În expresia coeficientului de scară pentru forțele de inerție ({\displaystyle \alpha _{f}=\alpha _{\rho }\cdot \alpha _{l}^{4}\cdot \alpha _{t}^{-2}}) se poate introduce coeficientul de scară al vitezelor {\displaystyle \alpha _{v}={\frac {\alpha _{l}}{\alpha _{t}}}}, coeficientul de scară pentru forțele de inerție putând fi scris sub forma:
{\displaystyle \alpha _{f}=\alpha _{\rho }\cdot \alpha _{l}^{2}\cdot \alpha _{v}^{2}}
Egalând expresiile pentru {\displaystyle \alpha _{F}} și {\displaystyle \alpha _{f}} rezultă: {\displaystyle {\frac {\alpha _{v}^{2}}{\alpha _{g}\cdot \alpha _{g}}}=1}, sau, revenind la notațiile cu p și m (referitoare la prototip, respectiv la model): {\displaystyle {\frac {v_{p}^{2}}{g\cdot l_{p}}}={\frac {v_{m}^{2}}{g\cdot l_{m}}}}
Raportul adimensional {\displaystyle {\frac {v^{2}}{g\cdot l}}} se numește număr Froude; cu ajutorul său, condiția de similitudine dinamică a fenomenelor hidraulice în care sunt predominante forțele de inerție și forțele gravitaționale (criteriul de similitudine Froude) se poate scrie {\displaystyle Fr_{p}=Fr_{m}}, adică numărul Froude al curgerii să fie același la model ca și în natură (Fr = idem).
Modelarea după criteriul de similitudine Froude este utilizată în special la studiul curenților în albii deschise, la dinamica navelor, la mișcările efluente prin orificii, deversoare, sifoane etc.

#### Criteriul de similitudine Reynolds
Dacă se consideră ca forțe dominante ale fenomenului de modelat forțele de inerție și forțele de frecare interioară datorate viscozității fluidului, din legea lui Newton {\displaystyle dF=\eta {\frac {dv}{dy}}d\omega } (unde {\displaystyle \eta } este coeficientul de viscozitate dinamică a fluidului, {\displaystyle d\omega } secțiunea pe care acționează forța de frecare, v viteza de curgere și y normala la direcția vectorului viteză) rezultă:
{\displaystyle \alpha _{F}=\alpha _{\eta }{\frac {\alpha _{v}}{\alpha _{l}}}\alpha _{l}^{2}=\alpha _{\eta }\alpha _{v}\alpha _{l}}
Egalând {\displaystyle \alpha _{F}} cu expresia coeficientului de scară pentru forțele de inerție ({\displaystyle \alpha _{f}=\alpha _{\rho }\cdot \alpha _{l}^{2}\cdot \alpha _{v}^{2}}) se obține:
{\displaystyle \alpha _{v}\alpha _{l}=\alpha _{\nu }}, unde {\displaystyle \nu ={\frac {\eta }{\rho }}\,} este viscozitatea cinematică (raportul dintre viscozitatea dinamică și densitatea {\displaystyle {\rho }} a fluidului).
Deci {\displaystyle {\frac {\alpha _{v}\alpha _{l}}{\alpha _{\nu }}}=1}, sau, revenind la notațiile cu p și m (referitoare la prototip, respectiv la model): {\displaystyle {\frac {v_{p}l_{p}}{\nu _{p}}}={\frac {v_{m}l_{m}}{\nu _{m}}}}
Raportul adimensional {\displaystyle {\frac {vl}{\nu }}} se numește număr Reynolds; cu ajutorul său, condiția de similitudine dinamică a fenomenelor hidraulice în care sunt predominante forțele de inerție și forțele de frecare interioară datorate viscozității fluidului(criteriul de similitudine Reynolds) se poate scrie {\displaystyle Re_{p}=Re_{m}}, adică numărul Reynolds al curgerii să fie același la model ca și în natură (Re = idem).
Modelarea după criteriul de similitudine Reynolds este utilizată în special la studiul mișcării fluidelor în conducte, turbine și pompe, la sedimentarea particulelor fine, precum și în aerodinamică (în cazul vitezelor subsonice).

#### Alte criterii de similitudine
Criteriul de similitudine Euler
Criteriul de similitudine Strouhal
Criteriul de similitudine Weber

### Modelarea hidraulică
Un instrument extrem de util pentru studiul fenomenelor legate de curgerea apei sub presiune sau cu suprafață liberă, legat de aplicațiile practice ale hidraulicii, îl constituie modelarea  hidraulică, concretizată prin modele fizice și modele  matematice.
Datorită complexității fenomenelor hidraulice a apărut necesitatea utilizării pe scară largă a metodelor experimentale de cercetare, printre care cea mai importantă este modelarea hidraulică - studiul fenomenelor hidraulice pe modele la scară redusă, executate în laboratoare hidraulice special amenajate. Necesitatea folosirii modelelor la scară redusă s-a ivit încă de la începuturile hidraulicii. Galileo Galilei scria:
„M-am lovit de mai puține greutăți la descoperirea mișcării corpurilor cerești, cu toată depărtarea lor uimitoare, decât la cercetările asupra mișcării apei curgătoare, care se produce sub ochii noștri.”—Charles Jaeger, Hydraulique technique
Dar folosirea modelării hidraulice ca metodă științifică de cercetare nu a fost posibilă decât începând cu secolul XX, după ce au fost puse bazele teoriei similitudinii și analizei dimensionale.
De multe ori se confundă noțiunea de modelare hidraulică cu efectuarea unor studii pe modele la scară redusă; noțiunea respectivă are însă un conținut mult mai vast. La baza modelării hidraulice stă înlocuirea ecuațiilor complete ale hidrodinamicii care descriu curgerea apei într-un domeniu dat, în condiții inițiale și la limite cunoscute, cu relații între parametri de tip hidraulic, relații în care se admit aproximațiile tipice ale hidraulicii (se consideră  mărimi medii pentru viteze, presiuni, debite, forțe; distribuții simplificate ale vitezelor, concentrațiilor etc.).
Principalele instrumente ale modelării hidraulice sunt modelele fizice și modelele matematice. Modelele fizice se bazează pe criterii de similitudine, deduse din considerente hidraulice, în timp ce modelele matematice se bazează pe rezolvarea numerică a unor ecuații simplificate, de tip relații hidraulice.
O comparație între modelele fizice și cele matematice poate să pună în evidență atât avantajele, cât și dezavantajele fiecărei categorii de modele. Sunt însă de comentat limitările modelării hidraulice, limitări inerente oricărui tip de modelare.
Una dintre dificultățile importante întâlnite la realizarea modelelor fizice este îndeplinirea simultană a criteriilor de similitudine. De multe ori se impune renunțarea la îndeplinirea strictă a unui criteriu de similitudine în favoarea altuia, mai important din punct de vedere al fenomenului studiat. Criteriile de similitudine sunt foarte dificil de îndeplinit simultan în cazul modelelor fizice. Renunțând la unele dintre aceste criterii în favoarea altora, se pot realiza totuși modele extrem de utile în studiul unor cazuri concrete.
O altă limitare a modelelor fizice o constituie imposibilitatea modelării unor zone prea întinse. De asemenea, așa numitele efecte de scară constituie o limitare în interpretarea rezultatelor obținute pe modelele fizice.

### Modelarea numerică
Deși în principiu acest tip de modelare se bazează pe rezolvarea prin aproximații numerice a ecuațiilor complete ale hidrodinamicii care descriu curgerea apei într-un domeniu dat, în condiții inițiale și la limite cunoscute, pentru unele subdomenii specifice ale hidraulicii sunt des folosite modele numerice simplificate, care utilizează așa numitele relații hidraulice - formule care descriu curgerea apei cu ajutorul unor parametri de tipul mărimilor medii (viteze, presiuni, debite, forțe etc.) și a unor distribuții simplificate ale vitezelor, concentrațiilor etc.
Primele modele numerice realizate în domeniu hidraulicii au fost cele referitoare la curegerile permanente sub presiune în conducte și în rețele de conducte. Au fost urmate de modele numerice pentru curgerile nepermanente în conducte și în rețele de conducte, utile îndeosebi pentru găsirea unor soluții tehnice pentru evitarea sau diminuarea efectelor distructive ale șocului hidraulic („lovitura de berbec”) care apare la manevrele bruște ale vanelor de control de la conductele forțate ale hidrocentralelor sau de la stațiile de pompare.
O provocare pentru modelarea hidraulică a fost încă de la început modelarea mișcării lichidelor cu suprafață liberă. Dacă pentru curgerile permanente modelarea fizică nu este prea complicată, curgerile nepermanente în albiile râurilor cu o geometrie neregulată ridică mari probleme de modelare. Modelarea numerică a reușit în mare parte să rezolve problema simulării  pentru mișcări cu suprafață liberă unidimensionale și bidimensionale. Pentru mișcări tridimensionale elaborarea modelelor de calcul întâmpină însă și în prezent mari dificultăți. Dificultățile sunt atât de natură fizică, cât și de natură numerică. Cele de natură fizică se referă la necunoașterea expresiei tensorului de „frecare turbulentă” în cazul general al mișcării turbulente a fluidelor. Cele de natură numerică privesc problemele de stabilitate și convergență a calculelor și sunt deosebit de delicate.
De altfel, și la mișcările bidimensionale se întâlnesc aceleași dificultăți ca și la mișcările tridimensionale. Dificultățile de ordin numeric la mișcările bidimensionale pot fi totuși mult mai ușor depășite decât la mișcările tridimensionale întrucât numărul ecuațiilor de rezolvat este mai redus, iar condițiile de unicitate sunt mai simple. Dificultățile de natură fizică sunt de asemenea mai ușor de înlăturat întrucât ipotezele simplificatoare care se adoptă cu privire la interacțiunea între curenți deformează mai puțin fenomenul fizic la mișcarea plană decât la mișcarea spațială a lichidelor. La stadiul actual al cunoștințelor, datele experimentale disponibile nu permit permit formularea unei teorii unanim acceptate a turbulenței fluidelor în mișcare spațială.
O primă etapă în modelarea numerică o constituie aducerea ecuațiilor cu derivate parțiale care descriu mișcarea (Ecuațiile Euler, în cazul fluidelor ideale, sau Ecuațiile Navier–Stokes, în cazul fluidelor reale) la o formă algebrică, adecvată programării calculatoarelor. Această transformare este cunoscută în literatura de specialitate ca „discretizarea ecuațiilor”. Stabilitatea calculului numeric a ecuațiilor discretizate, în afara unor cazuri particulare, nu poate fi prevăzută analitic, ci se demonstrează în practică. Stabilitatea este dificilă în special în zonele de discontinuitate a curgerii.
Principalele metode de discretizare a ecuațiilor hidraulicii, utilizate în prezent pentru modelarea numerică a curgerii fluidelor, sunt:
- metoda diferențelor finite
- metoda elementului finit
- metoda volumelor finite
- metoda elementelor de frontieră

## Legături cu alte domenii științifice și tehnice

Hidraulica şi alte domenii științifice și tehnice